# Jörn König
Jörn König (nascido em 22 de outubro de 1967) é um político alemão. Nascido em Berlim, ele representa a Alternativa para a Alemanha (AfD). Jörn König é membro do Bundestag do estado da Baixa Saxónia desde 2017.

## Vida
Ele tornou-se membro do bundestag após as eleições federais alemãs de 2017. Ele é membro do comité de desportos.